# Antonia Turbay
Antonia Turbay (c. 1955) es una activista hispano-venezolana. En 2019 Turbay fue detenida por agentes del Servicio Bolivariano de Inteligencia (SEBIN) por ser vecina del comisario Iván Simonovis y acusada de facilitar su fuga de arresto domiciliario. Un mes después de su arresto, se emitió una orden para su excarcelación y la medida fue ratificada dos semanas después, pero el SEBIN se negó a liberarla. Fue liberada en 2020, más de un año después.

## Detención
Antonia Turbay es abogada especializada en derecho de familia y ha sido activista en el municipio Libertador de Caracas. El 26 de junio de 2019, aproximadamente a las 5:00 p. m., fue detenida en su casa por agentes del Servicio Bolivariano de Inteligencia (SEBIN) y llevada en una camioneta. Fue sujeta a una desaparición forzada e inicialmente se desconocía su paradero.
Turbay fue arrestada por el hecho de ser vecina del comisario Iván Simonovis, un preso político histórico desde 2004 que se encontraba en arresto domiciliario y se fugó días antes. Antonia fue acusada de "facilitar" la huida, sin evidencia, y presentada ante un tribunal cuatro días después, cuando la legislación venezolana establece que las personas deben ser presentadas ante un juez dentro de 48 horas de su detención. Fue recluida en la única celda dispuesta para mujeres en El Helicoide.
Un mes después, el 26 de julio, se ordenó su excarcelación, y el 12 de agosto la orden fue ratificada, pero los agentes del SEBIN ignoraron la orden y permaneció encarcelada. Al ser presentado con una copia de la boleta de excarcelación, el comisario encargado de su custodia expresó varias veces: "Esto no tiene ningún valor para nosotros". Antonia permaneció un año sin una audiencia judicial. El caso fue denunciado ante la dirección de derechos fundamentales del Ministerio Público, ante la Organización de Estados Americanos y ante las Naciones Unidas, y la embajada de España en Caracas hizo gestiones para pedir su liberación.
El 31 de agosto de 2020, más de un año después de su arresto, Turbay fue "indultada" por Nicolás Maduro y liberada a los 65 años. Antonia rechazó el término de "indulto", declarando: "El verdadero perdón político es para el que tiene una causa abierta y no para mí. Me liberaron hoy pero debieron haberme sacado porque tengo esa boleta".

## Vida personal
Su hija una vez fue secuestrada en Venezuela, quien tras el hecho decidió salir del país y vivir en Bogotá, Colombia.